# Astronomy and Astrophysics

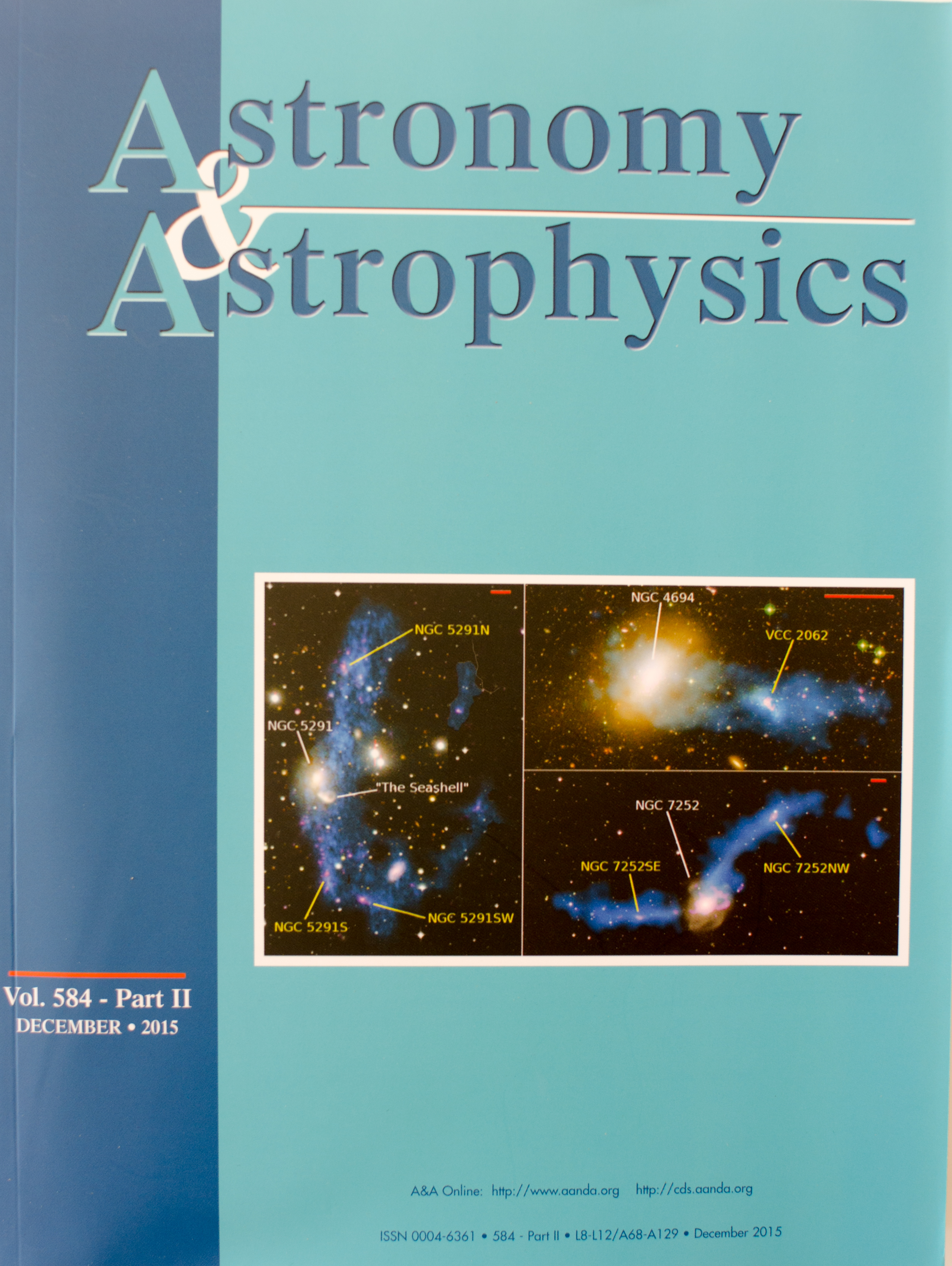
Copertina del numero 584 - Parte II

Astronomy and Astrophysics (abbreviato spesso in A&A o Astron. Astrophys.) è una rivista europea in cui sono pubblicati articoli di teoria, osservazioni e strumenti astronomici ed astrofisici.
È stata pubblicata da Springer-Verlag tra il 1969 e il 2000, anno in cui EDP Sciences ha pubblicato la serie supplementare A&A Supplement Series; nello stesso anno le due riviste si fusero e il giornale nato dalla fusione fu chiamato semplicemente Astronomy and Astrophysics. È edito da EDP Sciences e il suo copyright è detenuto dall'European Southern Observatory.
Astronomy and Astrophysics è una delle principali riviste astronomiche, parallela all'Astrophysical Journal, all'Astronomical Journal e a Monthly Notices of the Royal Astronomical Society (MNRAS). Mentre i primi due sono preferiti dai ricercatori con base negli Stati Uniti ed MNRAS è preferito dagli astronomi del Regno Unito e del Commonwealth, A&A tende ad esser preferito dagli astronomi europei (tranne il Regno Unito).
A&A nasce dall'unione nel 1969 dei sei maggiori giornali astronomici europei:
- Annales d'Astrophysique (Francia), fondato nel 1938;
- Arkiv for Astronomi (Svezia), fondato nel 1948;
- Bulletin of the Astronomical Institutes of the Netherlands (Paesi Bassi), fondato nel 1921;
- Bulletin Astronomique (Francia), fondato nel 1884;
- Journal des Observateurs (Francia), fondato nel 1915;
- Zeitschrift für Astrophysik (Germania), fondato nel 1930;

cui si è aggiunto nel 1992 il Bulletin of the Astronomical Institutes of Czechoslovakia (Cecoslovacchia), fondato nel 1947.